# Tejones
Tejones är en ort i Mexiko.   Den ligger i kommunen Valparaíso och delstaten Zacatecas, i den centrala delen av landet, 600 km nordväst om huvudstaden Mexico City. Tejones ligger 1 851 meter över havet och antalet invånare är 167.
Terrängen runt Tejones är kuperad åt sydväst, men åt nordost är den platt. Tejones ligger nere i en dal. Runt Tejones är det mycket glesbefolkat, med 5 invånare per kvadratkilometer. Närmaste större samhälle är Valparaíso, 6,7 km norr om Tejones. I omgivningarna runt Tejones växer huvudsakligen savannskog.